# Whitehouse (Texas)
Whitehouse es una ciudad ubicada en el condado de Smith en el estado estadounidense de Texas. En el Censo de 2010 tenía una población de 7660 habitantes y una densidad poblacional de 546,68 personas por km².

## Geografía
Whitehouse se encuentra ubicada en las coordenadas 32°13′22″N 95°13′20″O / 32.22278, -95.22222. Según la Oficina del Censo de los Estados Unidos, Whitehouse tiene una superficie total de 14.01 km², de la cual 13.85 km² corresponden a tierra firme y (1.18%) 0.17 km² es agua.

## Demografía
Según el censo de 2010, había 7660 personas residiendo en Whitehouse. La densidad de población era de 546,68 hab./km². De los 7660 habitantes, Whitehouse estaba compuesto por el 88.86% blancos, el 4.27% eran afroamericanos, el 0.31% eran amerindios, el 1.63% eran asiáticos, el 0.13% eran isleños del Pacífico, el 2.55% eran de otras razas y el 2.25% pertenecían a dos o más razas. Del total de la población el 7.08% eran hispanos o latinos de cualquier raza.